# Max Jason Mai
Max Jason Mai (født Miroslav Šmajda 27. november 1988),  er en slovakisk sanger som deltog  i Eurovision 2012 med sangen Don't Close Your Eyes. Han sluttede på 18. pladsen i den 2. semifinale, med 22 points.